# Flaga Republiki Helweckiej
Flaga Republiki Helweckiej – flaga państwa istniejącego w latach 1798–1803 na terenie dzisiejszej Szwajcarii.
Barwy flagi ustalono 13 lutego 1799.

## Wygląd
Flaga Republiki Helweckiej jest prostokątem podzielonym na trzy poziome pasy: zielony, czerwony i złoty. Prostokąt ten podzielony jest w proporcjach 2:3. Na środku widnieje nazwa kraju napisana złotymi literami w języku francuskim, Republique Helvetique.